# Jegun
Jegun – miejscowość i gmina we Francji, w regionie Oksytania, w departamencie Gers.
Według danych na rok 1990 gminę zamieszkiwało 976 osób, a gęstość zaludnienia wynosiła 25 osób/km² (wśród 3020 gmin regionu Midi-Pyrénées Jegun plasuje się na 349. miejscu pod względem liczby ludności, natomiast pod względem powierzchni na miejscu 173.).